# Luis Galich Porta
Luis Galich Porta (Ciudad de Guatemala, 13 de septiembre de 1951 – Ciudad de Guatemala, 13 de mayo de 2018) fue un reconocido cantautor, productor musical e intérprete guatemalteco, considerado uno de los pioneros del rock en español en Centroamérica. Su versatilidad musical, presencia escénica y vocación como maestro de canto lo convirtieron en una figura influyente en la escena artística de Guatemala.
Primeros años y formación
Hijo del destacado dramaturgo y político Manuel Galich y de la periodista y educadora María Luisa Porta Magaña, Luis creció en un entorno profundamente vinculado al arte y la cultura. Esta influencia temprana forjó su inclinación artística, evidente desde su infancia. A los 10 años, su madrina, la dramaturga Marilena López, le regaló un acordeón, marcando el inicio de una carrera musical autodidacta en la que también dominó instrumentos como la guitarra, el piano y la armónica.
Cursó sus estudios secundarios en el Liceo La Salle de Chiquimula, tierra natal de su madre, donde se graduó como Bachiller en 1968. Durante su estancia en el internado, ya se destacaba por su talento musical, interpretando con soltura piezas como El Tema de Lara, de la película Doctor Zhivago (1965). Esta interpretación frecuente le valió el apodo cariñoso de “Zhivago” entre sus compañeros, apodo recordado por varios exalumnos.
Carrera musical
A los 16 años formó el grupo Santa Fe, con el cual grabó Vuestros pies, una canción compuesta por él mismo que se convirtió en un emblema de la música guatemalteca de los años 70. Su uso del pronombre “vos”, en lugar de “tú”, fue innovador en el ámbito de la música en español, generando una conexión especial con el público centroamericano.
En 1979, su canción La mitad de mi naranja representó a Guatemala en el Festival de la Organización de Televisión Iberoamericana (OTI). En esa época, Galich lideraba el grupo Pirámide, también fundado por él.
A mediados de la década de 1980, se trasladó a Canadá, donde residió durante aproximadamente once años. Durante este período enriqueció su formación musical y artística. A su regreso a Guatemala, se dedicó intensamente a la producción y composición musical, explorando diversos géneros como boleros, baladas, rap y rock, en inglés y español. Su capacidad para adaptarse a estilos tanto clásicos como modernos reflejaba su versatilidad artística.
Destacó especialmente por su presencia en el escenario y su expresividad como intérprete. Era particularmente reconocido por sus interpretaciones de artistas como Andrea Bocelli y Luciano Pavarotti, a quienes evocaba con notable vehemencia y precisión, demostrando un dominio vocal excepcional y gran sensibilidad artística.
Maestro, giras y legado
Luis Galich también dejó una profunda huella como maestro e instructor de canto, formando a generaciones de artistas y ganándose el cariño y respeto de la comunidad musical guatemalteca. Su carrera lo llevó a realizar giras por países como El Salvador, Honduras, Canadá, Australia, Venezuela y Japón, consolidando su proyección internacional.
Últimos años y fallecimiento
A pesar de enfrentar serios problemas de salud desde mediados de 2017, Galich continuó trabajando en su música hasta sus últimos días. Falleció el 13 de mayo de 2018, a los 66 años, en el Hospital Roosevelt de la Ciudad de Guatemala.
Su última creación fue Jeroglíficos y Crónicas de Antigua Guatemala, una obra musical de gran ambición que desarrolló durante varios años. Concebida para ser puesta en escena como obra de teatro, se inspira en la figura histórica de doña Beatriz de la Cueva y está ambientada en la ciudad colonial de Antigua Guatemala. Esta propuesta refleja su profundo interés por entrelazar la historia, la música y la identidad guatemalteca.